# Рокар (Бухарест)
Футбольний клуб «Рокар Бухарест» (рум. AFC Rocar ANEFS București) — колишній професійний румунський футбольний клуб із міста Бухарест, заснований у 1953 році та розформований у 2009 році. Клуб два сезони виступав у найвищому румунському дивізіоні, до якого вийшов у 1999 році, та вибув до другого дивізіону після сезону 2000—2001 років. Клуб також вийшов до фіналу Кубка Румунії 2000—2001 років.

## Історія
Клуб був заснований у 1953 році під назвою «Узіна де Аутобузе Букурешті», як клуб однойменного автобусного заводу, і брав участь у міському чемпіонаті Бухареста. Наприкінці сезону 1967—1968 років «Аутобузул» перейшов до третього дивізіону румунського, зайнявши перше місце в серії I міського чемпіонату Бухареста. Однак «Аутобузул» програв фінал чемпіонату міста команді «Воїнца». У першому сезоні в третьому дивізіоні клуб посів четверте місце, а в наступному сезоні «Аутобузул» виграв серію IV третього дивізіону, але не потрапив до другого дивізіону, посівши четверте місце в групі плей-оф, що проходила в Брашові.
Після ще двох сезонів у третьому дивізіоні, на яких команда фінішувала дванадцятою в сезоні 1970—1971 років і третьою в сезоні 1971—1972 років, «Аутобузул» зміг піднятися до другого дивізіону. Підвищення відбулася в кінці сезону 1972—1973 років, коли команда посіла друге місце. До керівництва клубу входили інженер Василе Корнак як керівник заводу та К. Бекану як керівник футбольного відділу. Це досягнення забезпечив тренер Еміль Самуряну, який зібрав команду гравців, які зробили свій внесок в успіх команди.
Пізніше команда знову вибула до третього дивізіону, та повернулась до другого дивізіону наприкінці сезону 1988—1989 років, посівши перше місце в Серії V третього дивізіону. У 1999—2001 роках вже як «Рокар» клуб грав у найвищому румунському дивізіоні, а також вийшов до фіналу Кубка Румунії 2000—2001 років. У 2001 році клуб вибув до другого дивізіону, а з 2002 до 2005 року клуб грав у четвертому дивізіоні румунського футболу. У 2005 році «Рокар» знову грав у третьому дивізіоні румунського футболу, а в 2009 році клуб було розформовано.